# Diffraktionsgitter

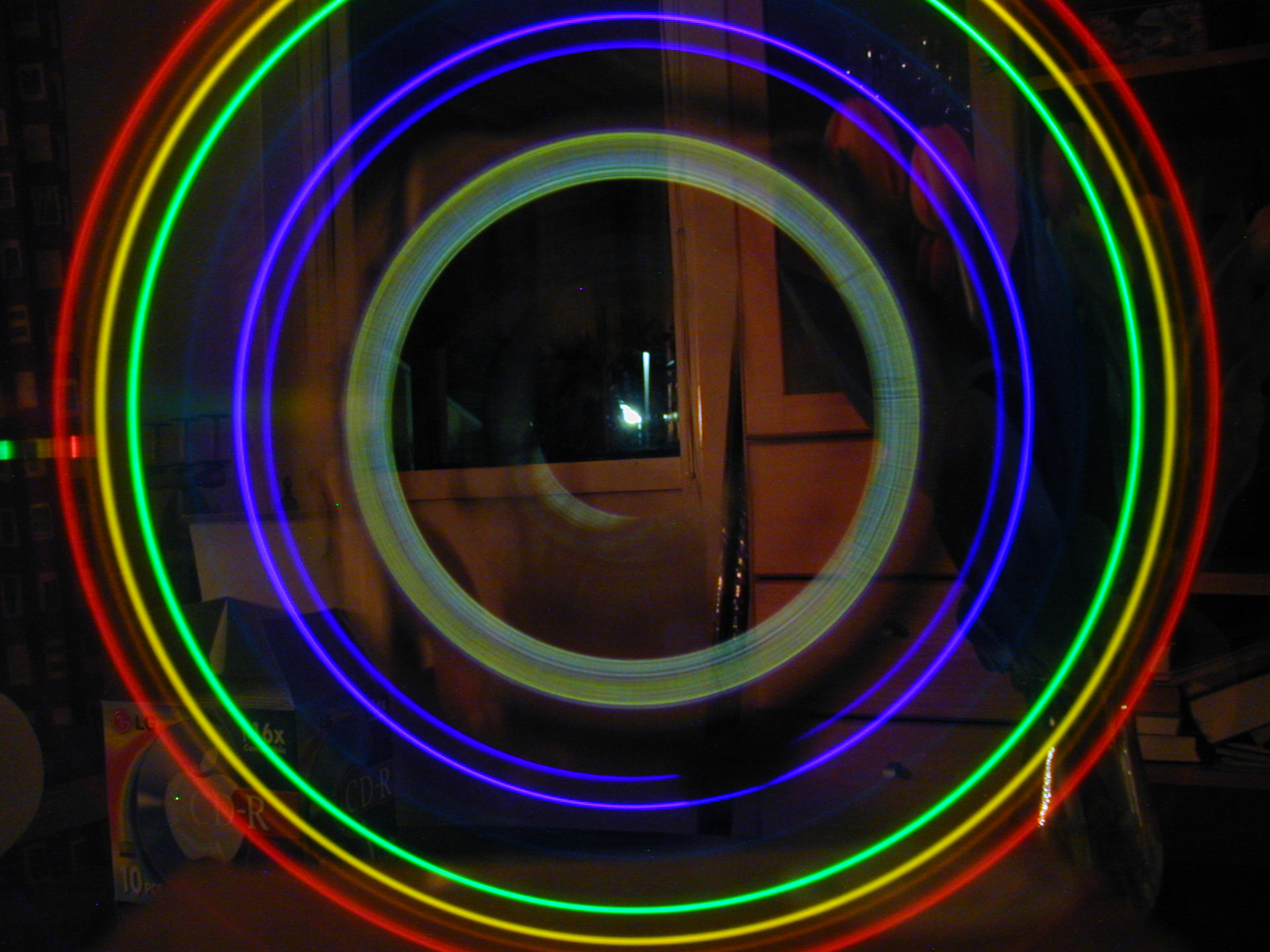
En CD som diffraktionsgitter för spektrallinjer av kvicksilver (Hg).

Ett gitter är ett optiskt element som består av många parallella linjer som släpper genom (transmissionsgitter) eller reflekterar (reflektionsgitter) ljus. Det kan exempelvis bestå av fina trådar eller ristade linjer på en glasskiva. Genom diffraktion utbreder sig ljuset efter gittret i olika vinklar, beroende på våglängd, m.a.o. vitt ljus (eller bredbandigt ljus) delas upp till att forma ett spektrum av regnbågsfärger ungefär som ett prisma gör. Allmänt så ökar diffraktionsvinkeln med våglängden för ett givet gitter (tvärtemot till hur prismor gör). Det existerar dock s.k. gitterordningar, vilket betyder att en given våglängd har samtidigt multipla diskreta diffraktionsvinklar.
Detta kan beskrivas kompakt i den s.k. gitterekvationen som visas nedan. Betrakta en ljusknippe som faller på ett plant gitter och bildar en vinkel θi med ytnormalen. Det uppstår flera diffrakterade strålar i reflektionen. Den strålen som reflekteras med en vinkel lika stort som infallsvinkeln kallas för "nollte ordningens diffraktion" med m = 0. De andra ordningarna motsvarar diffrakterade strålar där m kan anta alla heltal (positiva som negativa) som skiljer sig från noll. För ett avstånd mellan ritsarna d (den s.k. gitterkonstanten) och våglängden λ, ger gitterekvationen således diffraktionsvinkeln θm(λ) av ordningen m:
{\displaystyle d\left(\sin {\theta _{m}(\lambda )}+\sin {\theta _{i}}\right)=m\lambda }
Observera att olika konventioner existerar för att definiera vinklarna, vilket kan leda till olika tecken i gitterekvationen.
Beroende på den infallande strålens spektralfördelning och gitterkonstanten kan ett överlapp av ljus från olika ordningar förekomma. Ju högre ordningen är desto större är dess vinkelspridning (den s.k. dispersionen) och desto större är det eventuella överlappet med dess intilliggande ordningar.
Man skiljer mellan reflektions- och transmissionsgitter. I det förra observeras det diffrakterade ljuset på samma sidan gittret som källan, och i det senare fallet passerar ljuset genom gittret och det diffrakterade ljuset observeras på andra sidan. Gitter används för att dela upp vitt ljus i olika våglängder (färger) bl.a. i gitterspektrografer eller monokromatorer.